# Tennis (videogioco)
Tennis (テニス?) è un videogioco sportivo basato sul tennis, pubblicato nel 1984 da Nintendo per Nintendo Entertainment System. Il gioco è uno dei titoli di lancio della console.

## Modalità di gioco
Sono presenti una modalità giocatore singolo e una a due giocatori, ed è possibile scegliere se giocare match singoli o a coppie, sia in modalità competitiva che cooperativa. Il computer affronta il giocatore (o i giocatori) con cinque differenti livelli di difficoltà, il quale di partenza può essere selezionato prima dell'inizio della partita. Mario arbitra i match.
La visuale di gioco è in prospettiva, con il campo orientato in verticale rispetto allo schermo.
Diversamente dai successivi titoli Nintendo basati sul tennis, come Mario Tennis o Mario Power Tennis, in questo titolo sia il giocatore che il computer possono colpire la palla anche da fuoricampo.

## Altre versioni
Una conversione di Tennis fu distribuita per NEC PC-8801 nel 1985 da Hudson Soft. Del gioco furono realizzate versioni per Game Boy e Famicom Disk System. Il gioco è stato pubblicato per Game Boy Advance tramite Nintendo e-Reader. È stato inoltre distribuito su Virtual Console per Wii, Nintendo 3DS e Wii U.
Il titolo è incluso come minigioco in Animal Crossing e WarioWare: Twisted!. È inoltre uno dei giochi presenti nel catalogo NES di Nintendo Switch Online.

## Colonna sonora
Il tema musicale della schermata del titolo è ripreso da un altro titolo sportivo Nintendo, Baseball del 1983.